# Wapen van Suawoude

Wapen van Suawoude

Het wapen van Suawoude is het dorpswapen van het Nederlandse dorp Suawoude, in de Friese gemeente Tietjerksteradeel. Het wapen werd in 1984 geregistreerd.

## Beschrijving
De officiële blazoenering luidt in het Fries als volgt:
yn it swarte in peal fan goud; oan beide kanten trije swimmende sulveren einen, pealswize pleatst.
De Nederlandse vertaling luidt als volgt:
in het zwarte een paal van goud; oan beide kanten drie zwemmende zilveren eenden, paalsgewijs geplaatst.
De heraldische kleuren zijn: sabel (zwart), goud (goud) en (zilver).

## Symboliek
- Gouden paal: verwijzing naar de zandrug waar het dorp op gelegen is.[2]
- Zwarte velden: symbolen voor de ontginning van laagveen ten oosten en ten westen van het dorp.[2]
- Eenden: verwijzen naar de eendenkooi die ten westen van het dorp gelegen was.[2]

## Zie ook

Vlag van Suawoude